# Novoszjolovói járás
A Novoszjolovói járás (oroszul: Новосёловский район) Oroszország egyik járása a Krasznojarszki határterületen. Székhelye Novoszjolovo.

## Népesség
- 1989-ben 17 358 lakosa volt.
- 2002-ben 16 382 lakosa volt.
- 2010-ben 14 144 lakosa volt.